# Germergewächse
Die Germergewächse (Melanthiaceae), auch Schwarzblütengewächse genannt, sind eine Pflanzenfamilie in der Ordnung der Lilienartigen (Liliales). Die 13 bis 16 Gattungen mit etwa 170 Arten sind hauptsächlich in den gemäßigten Gebieten der Nordhalbkugel (Holarktis) verbreitet. Nur wenige Arten werden durch den Menschen genutzt.

## Beschreibung

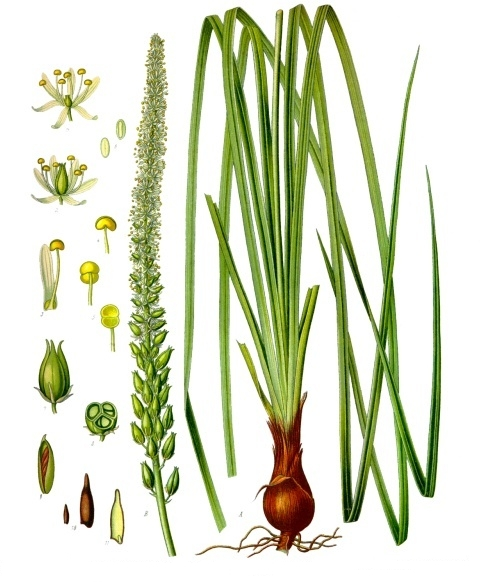
Illustration des Mexikanischen Läusekrautes (Schoenocaulon officinale) aus Koehler 1887

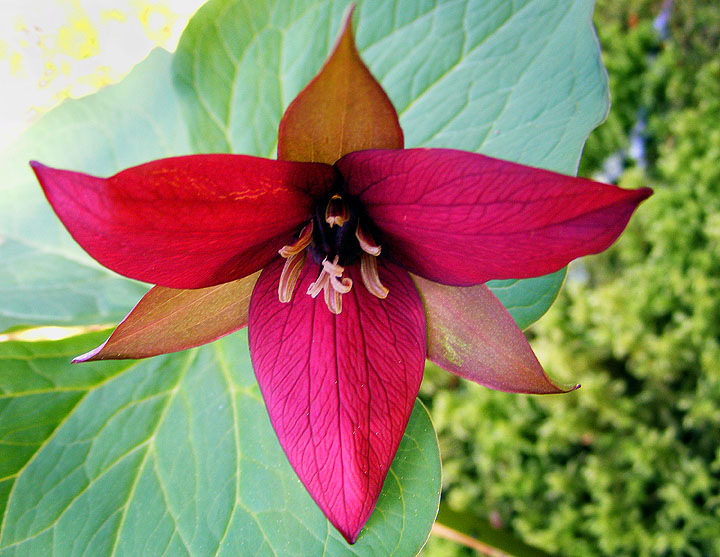
Blüte von Trillium erectum mit deutlich verschiedenen Blütenhüllblättern

### Erscheinungsbild und Laubblätter
Es handelt sich um immergrüne oder saisongrüne, meistens ausdauernde krautige Pflanzen. Sie bilden häufig Rhizome oder Knollen als Überdauerungsorgane. Das Hypokotyl ist meist kurz.
Die wechselständig, schraubig oder in Wirteln am Stängel angeordneten Laubblätter sind einfach, flach, und ganzrandig. Die Blattadern verlaufen entweder parallel, wie bei den Einkeimblättrigen üblich, oder bei den Parideae netzartig.

### Blütenstände und Blüten
Es werden meistens verzweigte, traubige, ährige oder rispige Blütenstände gebildet. Bei den Parideae ist nur eine Blüte je Stängel vorhanden.
Die Blüten sind fast immer zwittrig und meist radiärsymmetrisch, bei Chionographis zygomorph. Wie fast alle einkeimblättrigen Pflanzen haben auch die Melanthiaceae meistens dreizählige Blüten. Davon weicht die Gattung Einbeeren (Paris) mit ihren vier- bis elfzähligen Blüten ab. Es sind zwei Kreise mit meist drei Blütenhüllblättern vorhanden; sie sind in den beiden Kreisen unterschiedlich oder gleichgestaltet, dann sind es also Tepalen und bilden ein Perigon; sie können frei oder verwachsen sein. Die Farben der Blütenhüllblätter reichen von weiß über grün, von gelb bis bräunlich und von rot über rosa- bis purpurfarben. Es sind meist zwei Kreise mit je drei Staubblättern vorhanden. Die meist drei oberständigen Fruchtblätter sind frei oder zu einem Fruchtknoten verwachsen. In jeder Blüte gibt es meist drei freie Griffel.

### Früchte und Samen
Meistens werden Balgfrüchte oder Kapselfrüchte gebildet; einige Einbeeren-Arten bilden Beeren mit wenigen bis vielen Samen in jedem der drei Fruchtfächer. Die hellgefärbten Samen sind oft geflügelt oder mit Anhängseln.

### Inhaltsstoffe und Chromosomen
An Inhaltsstoffen sind giftige Alkaloide, Flavonoide und Steroidsaponine häufig. Es werden Calciumoxalat-Kristalle eingelagert.
Die Chromosomen sind 1 bis 6 µm lang. Die Chromosomengrundzahlen betragen bei den Parideae x = 5, Melianthieae oft x = 8, bei den Chionographideae oft x = 12, bei den Xerophylleae x = 15 und bei den Helionadeae x = 17.

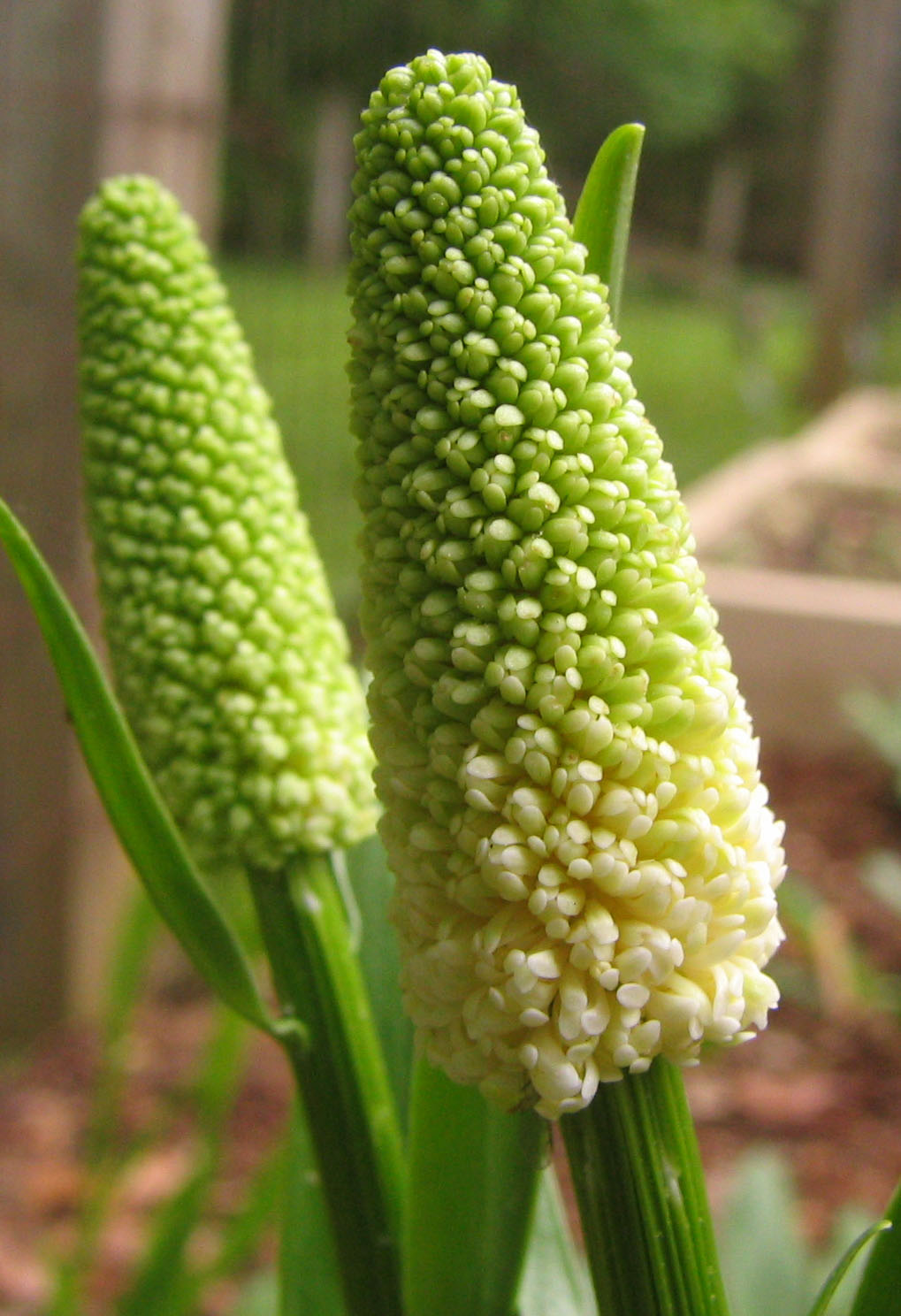
Tribus Chionographideae: Blütenstände von Chamaelirium luteum

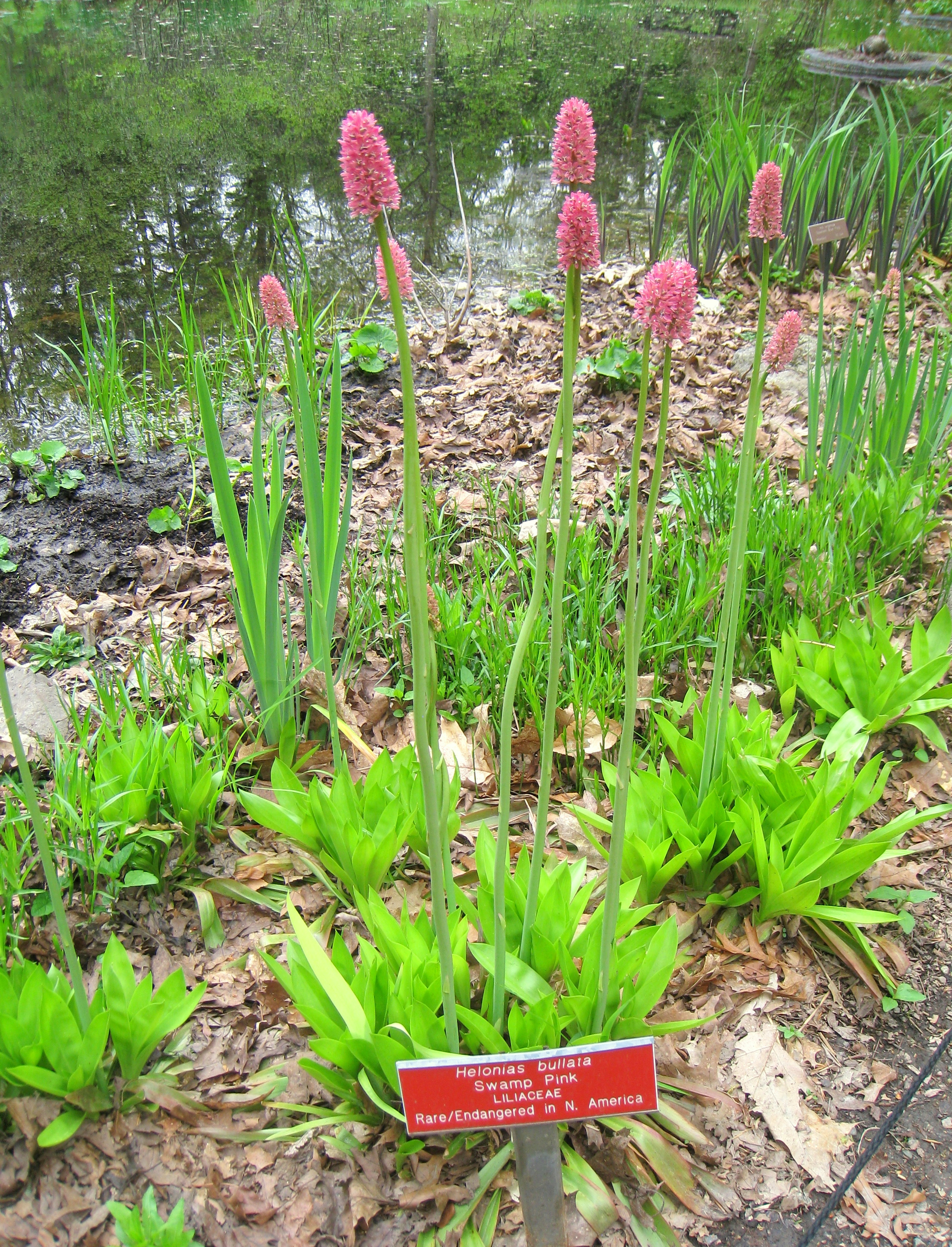
Tribus Heloniadeae: Helonias bullata

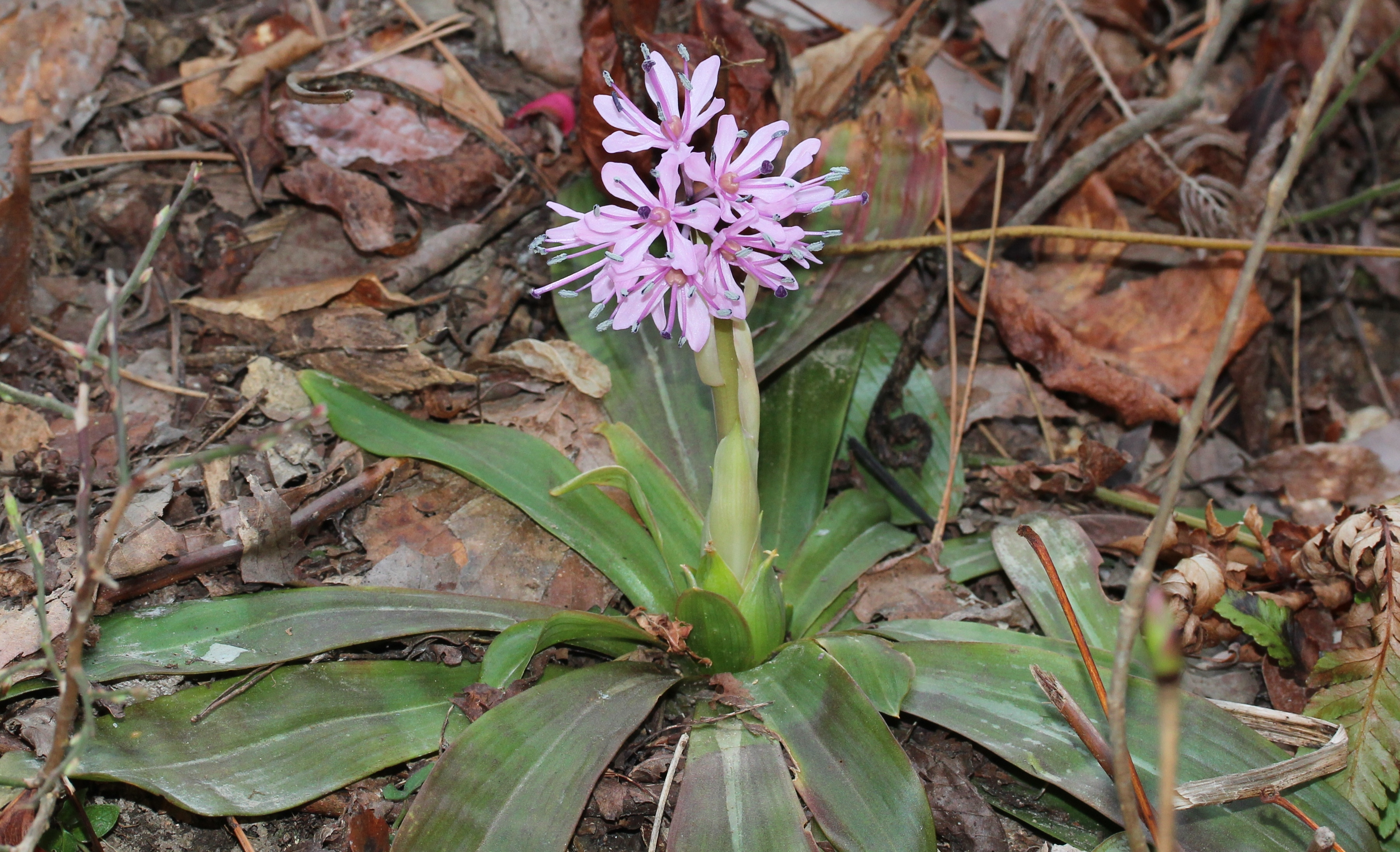
Tribus Heloniadeae: Heloniopsis orientalis

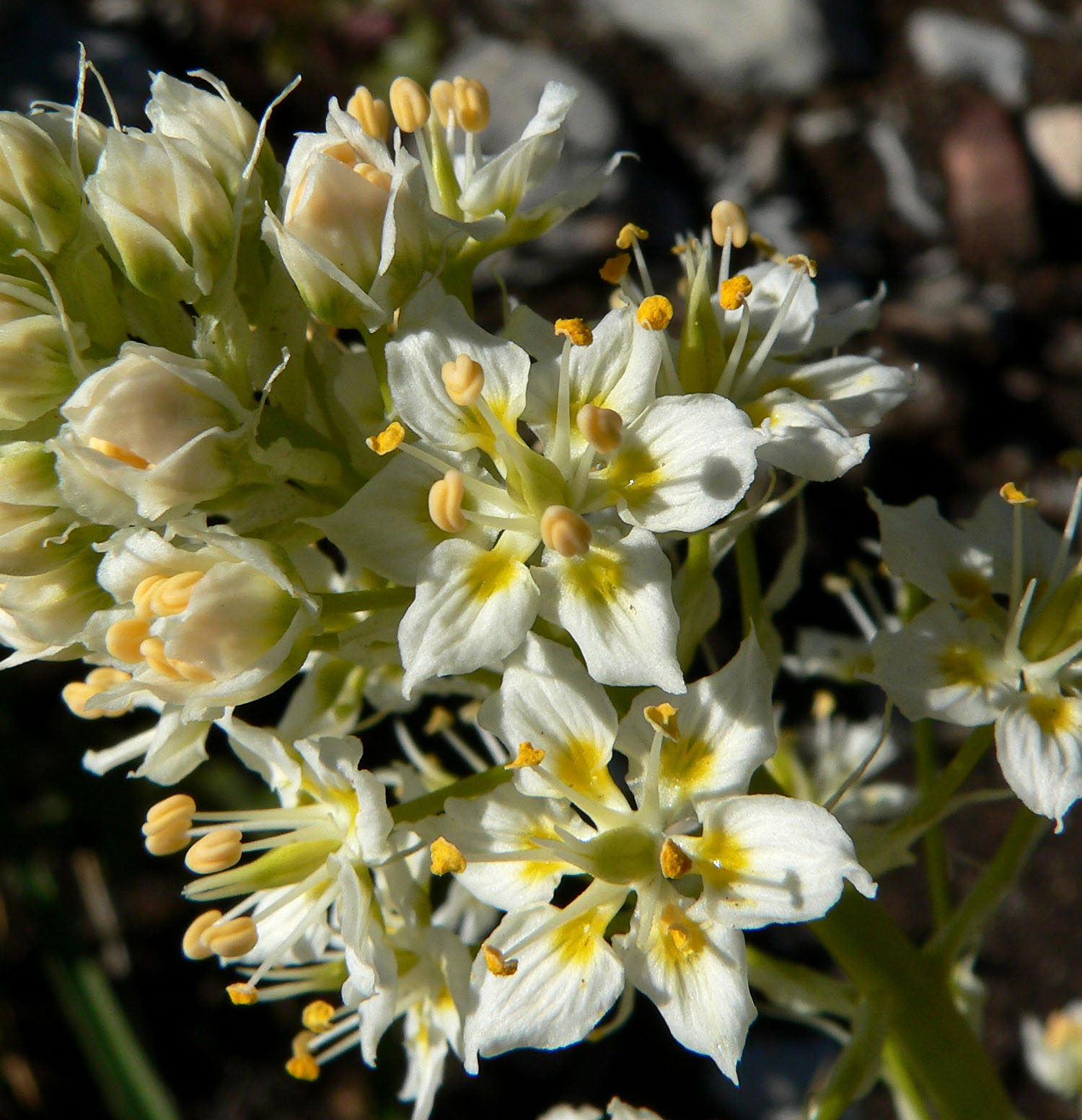
Tribus Melanthieae: Blütenstand von Toxicoscordion paniculatum

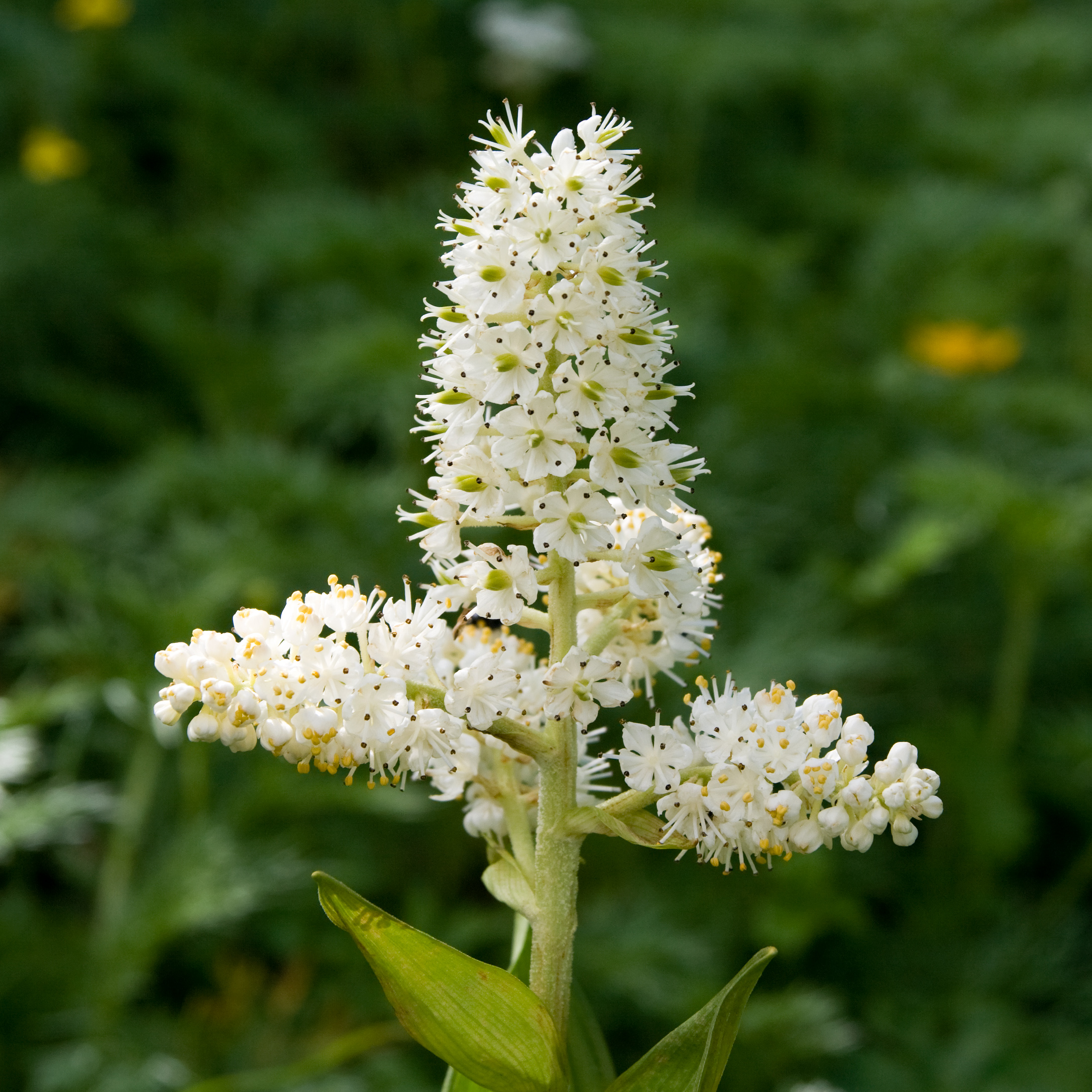
Tribus Melanthieae: Verzweigter Blütenstand von Veratrum stamineum

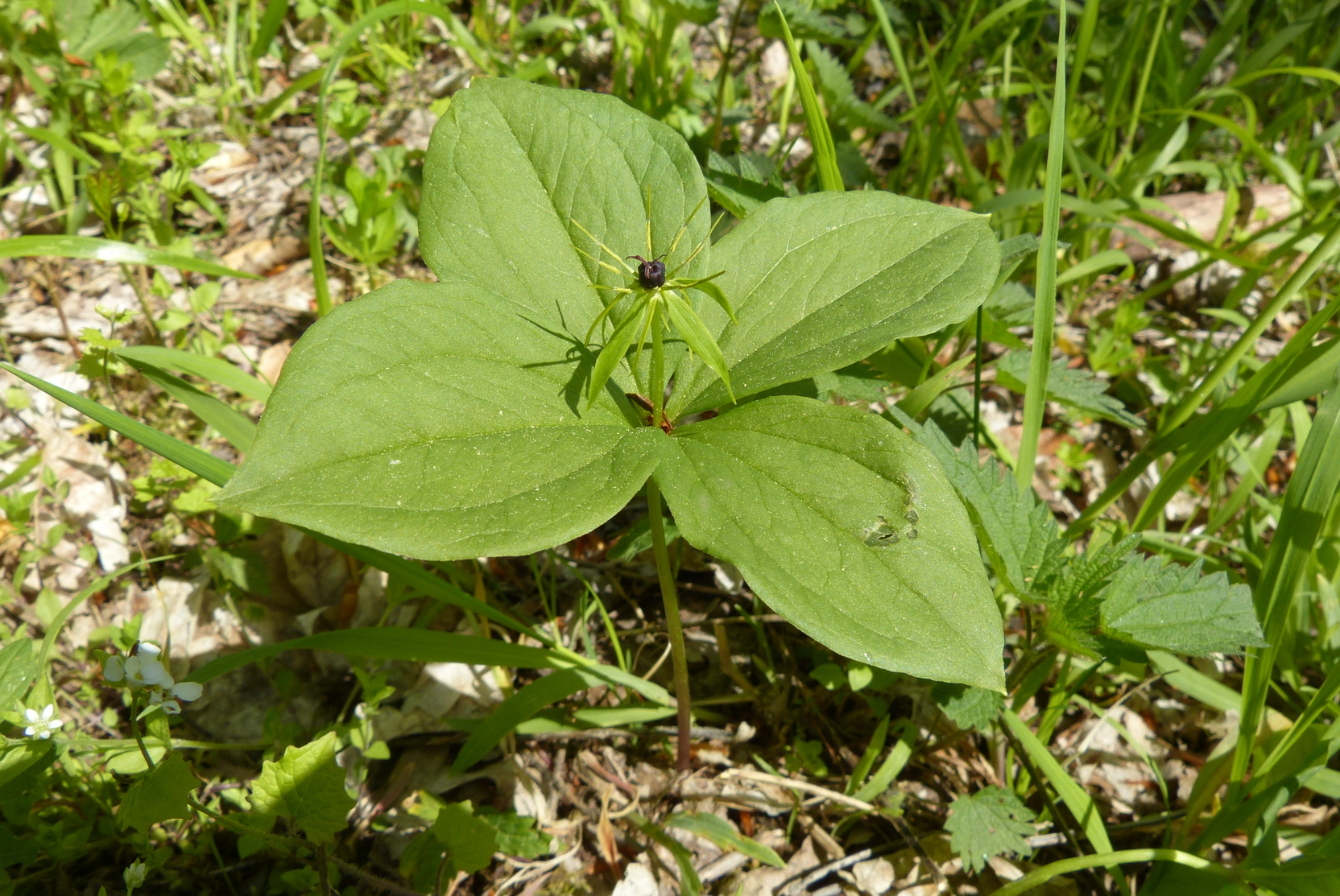
Tribus Parideae: Paris quadrifolia

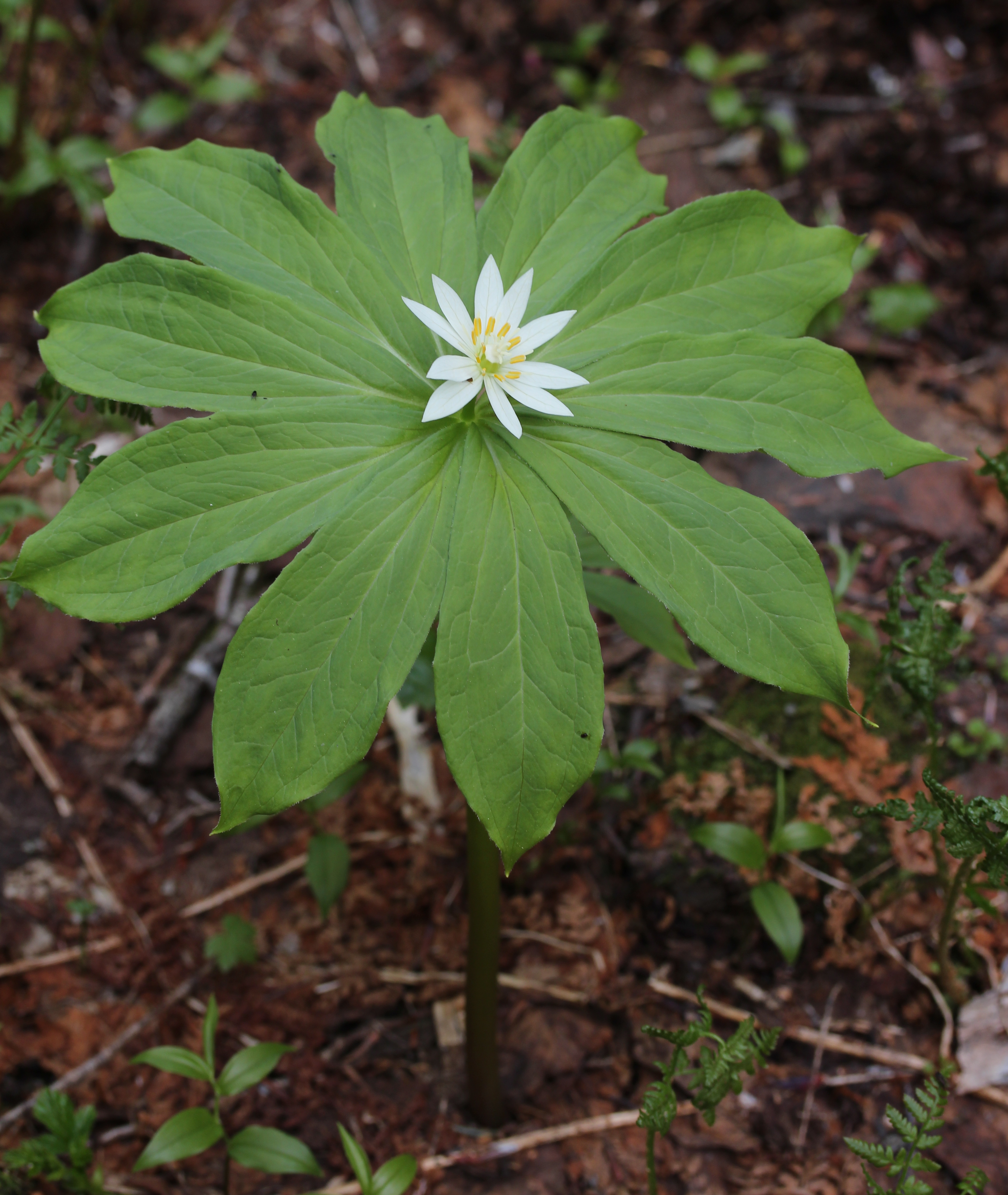
Tribus Parideae: Paris japonica

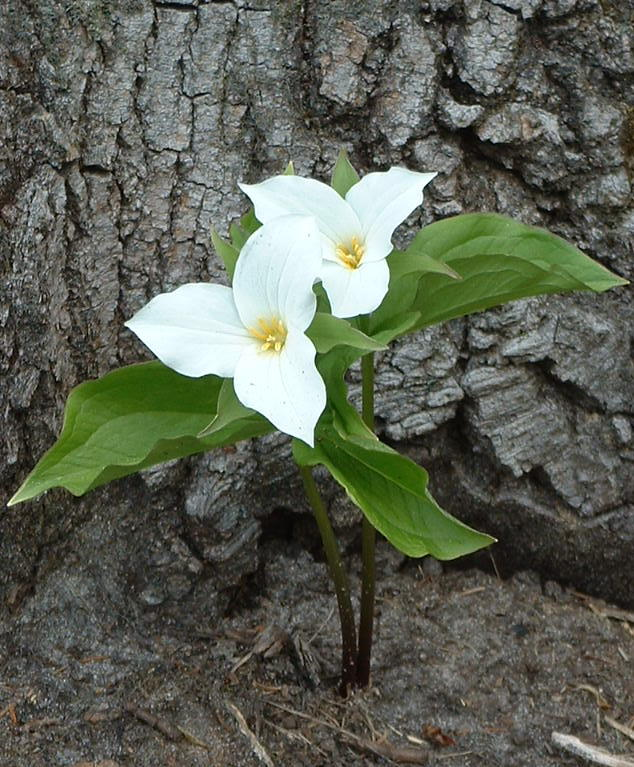
Tribus Parideae: Großblütige Waldlilie (Trillium grandiflorum)

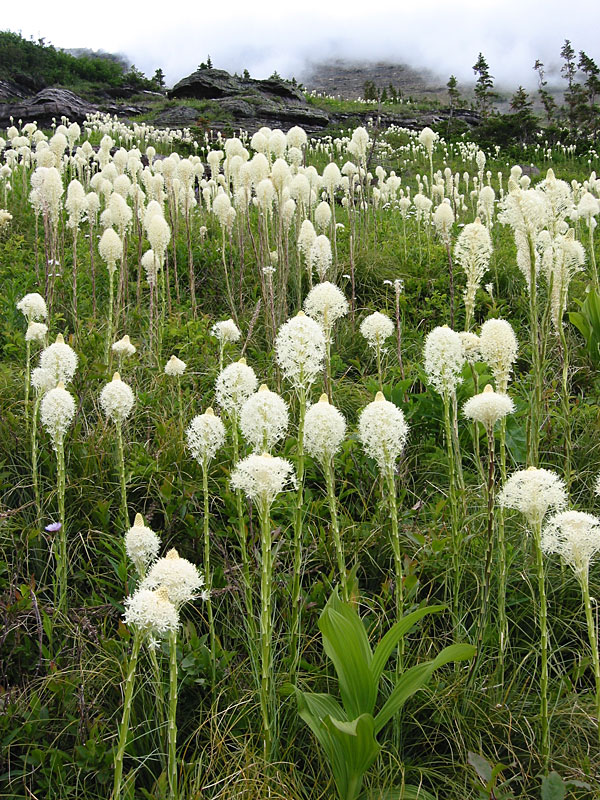
Tribus Xerophylleae: Bärengras (Xerophyllum tenax)

## Systematik und Verbreitung
Die Areale der Taxa liegen hauptsächlich in den gemäßigten Gebieten der Nordhalbkugel (Holarktis). Verbreitungsschwerpunkte sind Ostasien und das östliche Nordamerika. Eine Ausnahme stellt die Gattung Schoenocaulon dar, die auch in Peru, Venezuela und im Karibischen Raum vorkommt. In Mitteleuropa gibt es die Einbeere (Paris quadrifolia) und den Weißen Germer (Veratrum album).
Der Familienname Melanthiaceae wurde 1797 durch August Johann Georg Karl Batsch in Moritz Balthasar Borkhausen: Botanisches Wörterbuch, 2, 8 veröffentlicht. Die Typusgattung Melanthium wurde 1753 durch Carl von Linné in Species Plantarum, 1, S. 339 veröffentlicht, deren Gattungsname aus den griechischen Wörtern melas für schwarz und anthos für Blüte abgeleitet ist und sich auf die schwärzlichen Blütenhüllblätter bezieht (daher auch der Trivialname Schwarzblütengewächse). Bei Zomlefer et al. 2006 wurde auf Grund molekulargenetischer Untersuchungen die Familie um die Taxa der Trilliaceae und Xerophyllaceae erweitert und ergibt dann ein monophyletisches Taxon.
Die Taxa der früher eigenständigen Familien: Chionographidaceae Takht., Heloniadaceae J.Agardh, Paridaceae Dum., Trilliaceae Chevall., Veratraceae Salisb. und Xerophyllaceae Takht. werden heute in die Familie der Germergewächse (Melanthiaceae Batsch ex Borkh.) eingeordnet. Taxa dieser Familie wurden früher auch zur Familie der Liliengewächse (Liliaceae) gestellt, beispielsweise Melanthioideae.
Zur Familie der Germergewächse (Melanthiaceae) gehören 13 bis 16 Gattungen mit etwa 170 Arten. Die Familie wird in fünf Tribus gegliedert:
- Tribus Chionographideae: Sie enthält eine oder zwei Gattungen mit etwa neun Arten. Nach R. Govaerts sind alle zehn Arten in die Gattung Chamaelirium zu stellen.[1]
  - Chamaelirium Willd.: Mit einer bis zehn Arten. Darunter die Art:
    - Chamaelirium luteum (L.) A.Gray: Sie gedeiht in Höhenlagen zwischen 0 und 1100 Metern im östlichen Nordamerika.

  - Chionographis Maxim.: Sie enthält etwa fünf Arten in Asien. Sie sind nach R. Govaerts zu Chamaelirium zu stellen.[1]
- Tribus Heloniadeae: Sie enthält einer bis drei Gattungen mit ein bis neun Arten:
  - Helonias L.: Sie enthält nur eine Art:
    - Helonias bullata L.: Sie gedeiht in den Blue Ridge Mountains und den nördlichen Küstenebenen in Nordamerika in Höhenlagen zwischen 0 und 1100 Metern.

  - Heloniopsis A.Gray: Sie enthält fünf Arten in Ostasien.
  - Ypsilandra Franch.: Sie enthält fünf Arten in Asien von Nepal bis China und Taiwan; alle fünf Arten kommen auch in China vor.
- Tribus Melanthieae: Sie enthält sechs bis sieben Gattungen mit etwa 100 Arten:
  - Amianthium A.Gray: Sie enthält nur eine Art:
    - Amianthium muscitoxicum (Walter) A.Gray: Sie gedeiht in Höhenlagen zwischen 0 und 1500 Metern in den östlicheh und östlich-zentralen Vereinigten Staaten.[1]

  - Anticlea Kunth: Die etwa elf Arten sind von Osteuropa und Asien bis Nordamerika und Guatemala weitverbreitet.[1]
  - Schoenocaulon A.Gray: Sie enthält 24 bis 26 Arten, die von den südlichen Vereinigten Staaten bis Venezuela vorkommen mit einem Zentrum der Artenvielfalt in Mexiko.[3][1]
  - Stenanthium (A.Gray) Kunth (Syn.: Veratrum subg. Stenanthium A.Gray): Sie enthält vier Arten, die in Nordamerika von den zentralen und östlichen Vereinigten Staaten bis Mexiko vorkommen.[1]
  - Toxicoscordion Rydb.: Die etwa acht Arten, sind von Kanada bis Mexiko weitverbreitet.[1]
  - Germer (Veratrum L.; Syn.: Melanthium L.): Sie enthält etwa 30 (früher bis zu 50) Arten auf der Nordhalbkugel mit einem Zentrum der Artenvielfalt in China (13 Arten) und nur neun Arten in Nordamerika.[4][5]
  - Zigadenus Michx.: Sie enthält nur eine Art:
    - Zigadenus glaberrimus Michx.: Sie kommt in den südöstlichen USA vor.[1]
- Tribus Parideae (Syn.: Trilliaceae): Es ist Netznervatur vorhanden und die Blüten stehen einzeln. Sie enthält etwa drei (bis fünf) Gattungen und etwa 80 Arten[6]:
  - Einbeeren (Paris L., inklusive der etwa 16 Arten von Daiswa Raf. und Kinugasa Tatew. & Sutô): Sie enthält etwa 28 Arten in Eurasien.[7][1]
  - Pseudotrillium S.Farmer (gehört bei manchen Autoren zu Trillium): Sie enthält nur eine Art:
    - Pseudotrillium rivale (S.Wats.) S.Farmer (Syn.: Trillium rivale S.Wats.): Sie kommt vom südwestlichen Oregon bis nordwestlichen Kalifornien vor.[1]

  - Waldlilien  (Trillium L.): Sie enthält 40 bis 70 Arten in Nordamerika und Asien.[1]
- Tribus Xerophylleae: Sie enthält nur eine Gattung mit zwei Arten:
  - Xerophyllum Michx.: Von den nur zwei Arten ist die eine im östlichen und die andere im westlichen Nordamerika verbreitet.[1]

Gattungen, die früher hier eingeordnet waren:
- Aletris L. ⇒ Nartheciaceae
- Harperocallis McDaniel ⇒ Tofieldiaceae
- Isidrogalvia Ruiz & Pav. ⇒ Tofieldiaceae
- Japonolirion Nakai ⇒ Petrosaviaceae
- Lophiola Ker Gawl. ⇒ Nartheciaceae
- Metanarthecium Maxim. ⇒ Nartheciaceae
- Narthecium Huds. ⇒ Nartheciaceae
- Nietneria Klotzsch ex Benth. & Hook. f. ⇒ Nartheciaceae
- Petrosavia Becc. ⇒ Petrosaviaceae
- Pleea Michx. ⇒ Tofieldiaceae
- Scoliopus Torr. ⇒ Liliaceae Unterfamilie Calochortoideae
- Tofieldia Huds. ⇒ Tofieldiaceae
- Simsenlilien (Triantha (Nutt.) Baker) ⇒ Tofieldiaceae

## Nutzung
Von mehreren Veratrum-Arten wurden die medizinischen und insektiziden Wirkungen untersucht; beachte die hohe Giftigkeit. Blätter und junge Pflanzen werden von Chionographis japonica gegessen. Die medizinischen Wirkungen von Chamaelirium luteum wurden untersucht. Die Cherokee verwendeten Amianthium muscitoxicum bei Stichen und es wurden die Wirkungen auf die Haut untersucht. Die unterirdischen Pflanzenteile von Melanthium virginicum wurde gegen Endoparasiten eingesetzt, deshalb wurden die medizinischen Wirkungen untersucht. Die unterirdischen Pflanzenteile von Xerophyllum tenax werden gegart gegessen.
Von einigen Trillium-Arten gibt es Sorten, die als Zierpflanzen in schattigen Bereichen von Parks und Gärten angepflanzt werden.